# Петерсон, Александр Вальтерович
Александр Вальтерович Петерсон (8 января 1967, Ленинград) — российский гитарист и саксофонист, автор песен, аранжировщик, педагог. Наиболее известен как участник группы «Зимовье Зверей».
С 1982 года играл в джаз-рок-оркестре «Пульсар», впоследствии руководит подготовительной студией этого коллектива.
В 1984 году одновременно со средней общеобразовательной школой окончил музыкальную школу по классу джазовой гитары и поступил в Институт культуры имени Крупской на эстрадно-духовое отделение. С 1985 по 1987 год проходил срочную службу в ансамбле песни и пляски Северо-Западного пограничного округа.
После возвращения из армии начинает работать преподавателем гитары. С 1987 по 1999 год активный участник джазовых проектов. В 1992 году окончил институт по специальности «Руководитель музыкального эстрадного коллектива».
С 1993 по 1996 год работает в первом составе оркестра Павла Кашина. С 1994 года принимал участие в группе «Хукс», исполняющей классический рок-н-ролл. В 1995 году создаёт свой собственный джазовый проект «Петерсон-Бэнд». В 1995 году совместно с Константином Арбениным создают проект «Зимовье Зверей». С весны 1996-го этот проект становится основным в творчестве Александра Петерсона.
С весны 2000 года начала работу его «PeterSon studio», где записываются «Зимовье Зверей» и другие музыкальные проекты.
В августе 2008 года вышел соло-альбом «Jazz on the classical guitar».